# Rugby, North Dakota
Rugby är administrativ huvudort i Pierce County i North Dakota. Enligt 2020 års folkräkning hade Rugby 2 509 invånare.
Orten är känd för en obelisk uppförd 1931, till minne av en mätning där Rugby bedömdes vara Nordamerikas geografiska mittpunkt. Uppgiften är inte officiellt erkänd.